# Nagymenők
A Nagymenők (eredeti cím angolul: GoodFellas) 1990-ben bemutatott Oscar-díjas, igaz történeten alapuló bűnügyi dráma Martin Scorsese rendezésében. A forgatókönyvet, mely Nicholas Pileggi regénye alapján készült, Scorsese Pileggivel közösen írta. A főszerepekben Ray Liotta és Robert De Niro; előbbi Henry Hillt, utóbbi James „Jimmy” Conwayt alakítja. Joe Pesci a filmben nyújtott alakításáért elnyerte a legjobb férfi mellékszereplőnek járó Oscar-díjat, s számos további elismerésben részesült. A további szerepekben Lorraine Bracco mint Hill felesége, Paul Sorvino mint a maffiózók főnöke, Frank Sivero, Tony Darrow és Samuel L. Jackson láthatók. A film még a következő Oscar-jelöléseket kapta: Oscar-díj a legjobb filmnek, Oscar-díj a legjobb rendezőnek, Oscar-díj a legjobb vágásnak, Oscar-díj a legjobb adaptált forgatókönyvnek, Oscar-díj a legjobb női mellékszereplőnek. Az IMDb-n a legjobb 250 film között szerepel.

## Történet

Joe Pesci, Ray Liotta és Robert De Niro a film egyik jelenetében

A nyitó jelenetben Henry (Ray Liotta), Jimmy (Robert De Niro) és Tommy (Joe Pesci) egy autóban ülnek, és készülnek eltenni láb alól Billyt (Frank Vincent), akit a csomagtartóba rejtettek. Azonban Billy nem halt meg, elkezd mozogni hátul. A fiúk meghallják, félreállnak a kocsival, kinyitják a csomagtartót, látják, hogy Billy még él. Tommy kést húz elő, többször megszúrja Billyt. Jimmy a pisztolyával háromszor-négyszer bele is lő.
Ezután Henry mint narrátor szólal meg: „Amióta csak az eszemet tudom, gengszter akartam lenni.” Visszaugrik az időben egészen 1955-ig, amint a fiatal Henry az ablakból nézi a maffiózókat, közben narrátorként áhítottan mesél a gengszterekről, akik bármit megtehetnek. Henry a nyári szünetben a taxiállomáson dolgozott, itt megismerkedett Tuddy Ciceróval (Frank DiLeo), a helyi maffiózóval. Henry ezután úgy érezte, közéjük tartozik. Apja azonban levelet kapott az iskolából, hogy Henry nem jár be, így az apa rájött, mit csinál a fia valójában. Az ifjú Hill így nem folytathatta munkáját a gengszterek körében. Emiatt Tuddy az embereivel megkereste a postást, aki a leveleket hordja a Hill családnak, és fenyegetéssel rávették, hogy a családnak szóló leveleket Tuddyhoz hozza. Henry apja ezután már nem kapott több üzenetet.
A következő jelenet egy gengszter partin játszódik, itt Henry megismerkedett az akkor 28-29 éves Jimmyvel. Hillnek ekkor már Jimmy volt a főnöke, azon belül pedig megismerkedett Tommyval, akivel ezután együtt dolgozott. Amikor cigarettát osztottak, a rendőrök elkapták Henryt és bevitték a rendőrségre. A bíróságon a fiú semmit sem mondott, ezért Jimmy nagyon büszke lett rá, és elmondta neki a két legfontosabb dolgot: „Sohase köpd be a barátaidat, és mindig tartsd a pofádat.”
Így 1963-ra Paul „Paulie” Cicero (Paul Sorvino) a „szárnyai alá” veszi és már a reptéren dolgozhatott, ahol Tommyval rendszeresen kirabolták a pénzszállító autókat. Egy buliban Henry, Tommy és Frenchy (Mike Starr) kitervelik, hogy a következő érkező hajót kifosztják. Ekkorra Henry a „csúcsra” ért: mindenki ismerte, a bárokban nem kellett sorba állnia, dőlt hozzá a pénz és mindig nők vették körül. Ez idő tájt ismerkedett meg a zsidó vallású Karennel (Lorraine Bracco). Karent először nyugtalanítják Henry bűnözői tevékenységei, ám amikor Hill megveri a szomszédot, mert molesztálta a nőt, rögtön megszerette.
1970. június 11-én Tommy (Jimmy segítségével) brutálisan megveri Billy Battsot, a Gambino család bizalmi emberét, aki „érinthetetlennek” számított, ezért Jimmy, Henry és Tommy eltemették az állam északi részén. Hat hónappal később tudomást szereztek, hogy a telket, ahol Battsot elásták, eladták, így a fiúknak „exhumálniuk” kellett áldozatuk holttestét.
Henry beleszeret Janice Rossiba (Gina Mastrogiacomo), ám amikor Karen rájön, megfenyegeti Hillt, hogy mindkettőjüket megöli. Paulie szerint Karen túl sokat tud, így elmondja Henrynek, hogy legalább azt a látszatot őrizze meg, hogy szereti.
Floridában Jimmy és Henry megvernek egy férfit, aki a „meggyőzés” hatására megadja nekik adósságát. A megvert férfi nővére azonban az FBI-nál dolgozik, a fiúkat lekapcsolják. Hillt és Conwayt 10 éves, Paulie-t 1 éves börtönbüntetésre ítélik. Henry szerint a börtön nem volt olyan rossz, hiszen a rács mögött nem ismeretlenekkel, hanem barátaival ült egy cellában. Egyedül Jimmyt nélkülözte, akit egy atlantai börtönbe küldtek. Henryt négy év múlva kiengedik, a kapuban Karen várja. Paulie hiába ellenkezik, Hill kábítószer-kereskedelmet folytat. Henry ahelyett, hogy leállna drogügyleteivel, beszervezi Jimmyt és Tommyt is.
1978-ban Tommy, Carbone (Frank Sivero), Frenchy, Joe Buddha (Clem Caserta), Johnny Roastbeef (Johnny Williams), Stack Edwards (Samuel L. Jackson), Morrie (Chuck Low), Jimmy és Henry elkövetik a Lufthansa-rablást. A rablás után Jimmy figyelmeztet mindenkit, hogy eleinte ne költsenek, mert feltűnne a rendőrségnek. Ennek ellenére tettestársai drága dolgokat vásárolnak, ezért Jimmy egyenként megöli őket. A dolgok tovább romlanak, mikor a Gambino család tagjai megölik Tommyt, amiért az meggyilkolta Billyt.
1980-ra Henry teljes idegronccsá vált a kokainfogyasztás miatt, ráadásul Jimmynek sem tudta eladni a fegyvereket, amelyeket megszerzett. Ezért Pittsburgh-be ment, mert az ottaniaknak mindig kell pisztoly. Amikor hazatért, Karen elmondja, hogy lehúzott a WC-n 60 000 dollár értékű kokaint, hogy elkerülje a lebukást, amikor az FBI rajtaütést szervezett a házukban. A Hill családnak így semmije sem maradt. Amikor Henry rájön, hogy Jimmyék meg akarják ölni, mert úgy érzik, elárulta őket, Hill csatlakozik egy tanúvédelmi programba. Kénytelen lemondani a gengszteréletről, és szembe kell néznie a valódi élettel: „Egy átlagos kis senki vagyok, most már életem végéig úgy élhetek, mint egy fafej.”
A film végén elmondja, hogy Henry Hill még mindig védelem alatt áll, azonban 1987-ben kábítószer birtoklásáért letartóztatták. 5 év próbaidőt kapott. 1989-ben, 25 év házasság után Hill és Karen elváltak. A börtönben ülő Paul Cicero 73 évesen meghalt. Jimmy jelenleg is börtönbüntetését tölti.

## Szereplők
| Színész                 | Szerep                      | Magyar hang           | Magyar hang           | Magyar hang           | Magyar hang           | Magyar hang        |
| Színész                 | Szerep                      | 1. szinkron (1991–92) | 2. szinkron (1995–96) | 3. szinkron (2000–05) | 4. szinkron (2004–05) | 5. szinkron (2010) |
| ----------------------- | --------------------------- | --------------------- | --------------------- | --------------------- | --------------------- | ------------------ |
| Ray Liotta              | Henry Hill                  | Kautzky Armand        | Görög László          | Széles László         | Forgács Péter         | Laklóth Aladár     |
| Robert De Niro          | James „Jimmy” Conway        | Szersén Gyula         | Reviczky Gábor        | Trokán Péter          | Reviczky Gábor        | Barbinek Péter     |
| Joe Pesci               | Tommy DeVito                | Görög László          | Szerednyey Béla       | Maros Gábor           | Józsa Imre            | Háda János         |
| Lorraine Bracco         | Karen Hill                  | Simon Mari            | Hegyi Barbara         | Tóth Ildikó           | Kéri Kitty            | Szórádi Erika      |
| Paul Sorvino            | Paul Cicero                 | Beregi Péter          | Harsányi Gábor        | Kránitz Lajos         | Kránitz Lajos         | ?                  |
| Frank Sivero            | Frankie Carbone             | Szabó Sipos Barnabás  | Dimulász Miklós       | Jakab Csaba           | Seress Zoltán         | ?                  |
| Tony Darrow             | Sonny Bunz                  | Kerekes József        | Halmágyi Sándor       | Gyabronka József      | Scherer Péter         | Harmath Imre       |
| Mike Starr              | Frenchy                     | Csonka András         | Hankó Attila          | Csuja Imre            | Koncz István          | ?                  |
| Frank Vincent           | Billy Batts                 | Balázsi Gyula         | Áron László           | Szersén Gyula         | Faragó András         | Mihályi Győző      |
| Chuck Low               | Morris Kessler              | Csuja Imre            | Kránitz Lajos         | Láng József           | Csuja Imre            | Pálfai Péter       |
| Frank DiLeo             | Tuddy Cicero                | Hankó Attila          | Szersén Gyula         | Háda János            | Szabó Győző           | Kassai Károly      |
| Johnny Williams         | Johnny Roastbeef            | Melis Gábor           | Gesztesi Károly       | Harmath Imre          | Balázsi Gyula         | Kapácsy Miklós     |
| Frank Pellegrino        | Johnny Dio                  | Melis Gábor           | Varga Tamás           | Barbinek Péter        | Pálfai Péter          | ?                  |
| Samuel L. Jackson       | Parnell "Stacks" Edwards    | Csonka András         | Melis Gábor           | ?                     | Galambos Péter        | ?                  |
| Gina Mastrogiacomo      | Janice Rossi                | Simorjay Emese        | Hámori Eszter         | Farkasinszky Edit     | Zsigmond Tamara       | Kökényessy Ági     |
| Margo Winkler           | Belle Kessler               | Dallos Szilvia        | Menszátor Magdolna    | Csere Ágnes           | Menszátor Magdolna    | ?                  |
| Michael Imperioli       | "Spider"                    | Lippai László         | Bartucz Attila        | Rajkai Zoltán         | Molnár Levente        | ?                  |
| Elizabeth Whitcraft     | Tommy barátnője             | Tóth Enikő            | Mics Ildikó           | ?                     | ?                     | ?                  |
| Debi Mazar              | Sandy                       | Kisfalvi Krisztina    | Báthory Orsolya       | ?                     | Solecki Janka         | ?                  |
| Charles Scorsese        | Vinnie                      | Simon György          | Szűcs Sándor          | Kun Vilmos            | Dobránszky Zoltán     | Kertész Péter      |
| Frank Adonis            | Anthony Stabile             | Dobránszky Zoltán     | Orosz István          | Perlaki István        | Barbinek Péter        | ?                  |
| Catherine Scorsese      | Tommy DeVito anyja          | Czigány Judit         | Győri Ilona           | Mednyánszky Ági       | Szabó Éva             | ?                  |
| Elaine Kagan            | Henry anyja                 | Csere Ágnes           | Incze Ildikó          | Juhász Judit          | ?                     | ?                  |
| Beau Starr              | Henry apja                  | Kárpáti Tibor         | Pataky Imre           | Varga Tamás           | Schneider Zoltán      | Bolla Róbert       |
| Welker White            | Lois Byrd                   | ?                     | Györgyi Anna          | Kiss Eszter           | ?                     | Csampisz Ildikó    |
| Julie Garfield          | Mickey Conway               | ?                     | ?                     | Rátonyi Hajni         | Incze Ildikó          | ?                  |
| Melissa Prophet         | Angie                       | Györgyi Anna          | Némedi Mari           | Zakariás Éva          | Takács Andrea         | Orosz Helga        |
| Suzanne Shepherd        | Karen anyja                 | Kassai Ilona          | Czigány Judit         | Halász Aranka         | ?                     | ?                  |
| Angela Pietropinto      | Paul felesége               | ?                     | Kiss Erika            | Antal Olga            | Andresz Kati          | ?                  |
| Edward McDonald         | Önmaga                      | Szokolay Ottó         | Kőszegi Ákos          | Szabó Sipos Barnabás  | Rosta Sándor          | Németh Gábor       |
| Joseph Bono             | Mikey Franzese              | Botár Endre           | Koncz István          | Koncz István          | Kapácsy Miklós        | Szokol Péter       |
| Ed Deacy nyomozó        | önmaga                      | Rosta Sándor          | R. Kárpáti Péter      | Csuha Lajos           | Kapácsy Miklós        | Katona Zoltán      |
| Larry Silvestri nyomozó | önmaga                      | Elekes Pál            | Kardos Gábor          | Végh Ferenc           | Varga Tamás           | Garai Róbert       |
| Marie Michaels          | Mrs. Carbone                | ?                     | Bessenyei Emma        | Andresz Kati          | Hirling Judit         | Zborovszky Andrea  |
| Joe DOnofrio            | Tommy (fiatalon)            | Bolba Tamás           | Simonyi Balázs        | Hamvas Dániel         | ?                     | ?                  |
| Kevin Corrigan          | Michael Hill                | Bolba Tamás           | Markovics Tamás       | ?                     | Simonyi Balázs        | Joó Gábor          |
| Christopher Serrone     | Henry (fiatalon)            | Bartucz Attila        | Markovics Tamás       | Szvetlov Balázs       | Gacsal Ádám           | Joó Gábor          |
| Paul Herman             | Hill pittsburghi kapcsolata | Jakab Csaba           | Imre István           | Végh Ferenc           | Katona Zoltán         | ?                  |

## A film fogadtatása
A filmet 6 Oscar-díjra is jelölték 1991-ben, melyből egyet nyert el: Joe Pesci mint a legjobb férfi mellékszereplő vehette át a díjat. Pesci alakítását több más díjjal is honorálták. Elnyerte a Bostoni, a Chicagói, a Kansas City-i a Los Angeles-i Filmkritikusok Szövetségének díjait, valamint begyűjtötte a Nemzeti Filmszemle Tanács díját. Robert De Niro a New York-i Filmkritikusok Szövetségének díját kapta. Lorranie Bracco Joe Pescihez hasonlóan megkapta a Chicagói és a Los Angeles-i Filmkritikusok Szövetsége díját és jelölték az Oscar- és Golden Globe-díjra. Bár Ray Liotta nem kapott díjat, de alakítását több kritikus is elismerte.
A film a Rotten Tomatoes-on 58 vélemény alapján, 97%-ban pozitív kritika mellett 8.8/10 ponton áll.
Többek között a Variety kritikusa is elismerően írt a filmről.

## Jelentősebb díjak és jelölések
| Díj                               | Kategória                      | Jelölt                            | Eredmény |
| --------------------------------- | ------------------------------ | --------------------------------- | -------- |
| Oscar-díj                         | legjobb adaptált forgatókönyv  | Nicholas Pileggi, Martin Scorsese | Jelölve  |
| Oscar-díj                         | legjobb férfi mellékszereplő   | Joe Pesci                         | Elnyerte |
| Oscar-díj                         | legjobb film                   | Irwin Winkler                     | Jelölve  |
| Oscar-díj                         | legjobb női mellékszereplő     | Lorraine Bracco                   | Jelölve  |
| Oscar-díj                         | legjobb rendező                | Martin Scorsese                   | Jelölve  |
| Oscar-díj                         | legjobb vágás                  | Thelma Schoonmaker                | Jelölve  |
| BAFTA-díj                         | legjobb adaptált forgatókönyv  | Nicholas Pileggi, Martin Scorsese | Elnyerte |
| BAFTA-díj                         | legjobb férfi főszereplő       | Robert De Niro                    | Jelölve  |
| BAFTA-díj                         | legjobb film                   | Irwin Winkler, Martin Scorsese    | Elnyerte |
| BAFTA-díj                         | legjobb jelmeztervezés         | Richard Bruno                     | Elnyerte |
| BAFTA-díj                         | legjobb operatőr               | Michael Ballhaus                  | Jelölve  |
| BAFTA-díj                         | legjobb rendező                | Martin Scorsese                   | Elnyerte |
| BAFTA-díj                         | legjobb vágás                  | Thelma Schoonmaker                | Elnyerte |
| César-díj                         | legjobb külföldi film          | Martin Scorsese                   | Jelölve  |
| Golden Globe-díj                  | legjobb film (dráma)           |                                   | Jelölve  |
| Golden Globe-díj                  | Legjobb férfi mellékszereplő   | Joe Pesci                         | Jelölve  |
| Golden Globe-díj                  | Legjobb forgatókönyv           | Nicholas Pileggi, Martin Scorsese | Jelölve  |
| Golden Globe-díj                  | Legjobb női mellékszereplő     | Lorraine Bracco                   | Jelölve  |
| Golden Globe-díj                  | Legjobb rendező                | Martin Scorsese                   | Jelölve  |
| Velencei Nemzetközi Filmfesztivál | Ezüst Oroszlán                 | Martin Scorsese                   | Elnyerte |
| Velencei Nemzetközi Filmfesztivál | Bastone Bianco Filmkritika-díj | Martin Scorsese                   | Elnyerte |
| Velencei Nemzetközi Filmfesztivál | Közönség-díj                   | Martin Scorsese                   | Elnyerte |

## Filmzene
- "Rags to Riches" – Tony Bennett
- "Can't We Be Sweethearts" – The Cleftones
- "Hearts of Stone" – Otis Williams & The Charms
- "Sincerely" – The Moonglows
- "Firenze Sogna" – Giuseppe Di Stefano
- "Speedo" – The Cadillacs
- "Parlami d'Amore Mariù" – Giuseppe Di Stefano
- "Stardust" – Billy Ward and his Dominoes
- "This World We Love In (Il Cielo In Una Stanza)" – Mina
- "Playboy" – The Marvelettes
- "It's Not for Me to Say" – Johnny Mathis
- "I Will Follow Him" – Betty Curtis
- "Then He Kissed Me" – The Crystals
- "Look in My Eyes" – The Chantels
- "Roses Are Red" – Bobby Vinton
- "Life Is But a Dream" – The Harptones
- "Leader of the Pack" – The Shangri-Las
- "Toot, Toot, Tootsie Goodbye" – Al Jolson
- "Happy Birthday to You"
- "Ain't That a Kick in the Head?" – Dean Martin
- "He's Sure the Boy I Love" – The Crystals
- "Atlantis" – Donovan
- "Pretend You Don't See Her" – Jerry Vale
- "Remember (Walkin' in the Sand)" – The Shangri-Las
- "Baby I Love You" – Aretha Franklin
- "Beyond the Sea" – Bobby Darin
- "Boulevard of Broken Dreams" – Tony Bennett
- "Gimme Shelter" – The Rolling Stones
- "Wives and Lovers" – Jack Jones
- "Monkey Man" – The Rolling Stones
- "Frosty the Snowman" – The Ronettes
- "Christmas (Baby Please Come Home)" – Darlene Love
- "Bells of St. Marys" – The Drifters
- "Unchained Melody" – Vito and The Salutations
- "Danny Boy"
- "Sunshine of Your Love" – Cream
- "Layla (Piano Exit)" – Derek and The Dominos
- "Jump into the Fire" – Harry Nilsson
- "Memo from Turner" – The Rolling Stones
- "Magic Bus" – The Who
- "What Is Life" – George Harrison
- "Mannish Boy" – Muddy Waters
- "My Way" – Sid Vicious

forrás:

## Érdekességek
- A történet Nicholas Pileggi Nagyokos című könyvén alapul.
- A „fuck” szót 296-szor használták a filmben, aminek majdnem a felét Joe Pesci mondta.
- Amikor Henry és Karen belépnek a tárgyalási terembe, megjelenik a filmben Edward McDonald, aki saját magát játszotta.
- Martin Scorsese-nek két rokona is feltűnik a filmben: Catherine, aki Tommy anyját játssza, míg Charles az a rab volt, aki túl sok hagymát rakott a paradicsomszószba.
- Tommy DeVito karaktere Tommy DeSimonén alapul. Az igazi Henry Hill elmondása szerint Joe Pesci kilencven százalékos pontossággal keltette életre. Egy hasonlóságot hagytak ki: az igazi Tommy sokkal nagyobb darab volt.
- A filmben Joe Pesci mondata, miszerint: „Mi olyan jó pofa bennem?” („How am I Funny”) 2007-ben minden idők 87. legjobb beszólásnak bizonyult.
- Ray Liotta lemondott a Batmanben Harvey Dent szerepéről, csak hogy szerepelhessen a Nagymenőkben.[12]

## Fordítás
- Ez a szócikk részben vagy egészben  a   Goodfellas című angol Wikipédia-szócikk fordításán alapul.  Az eredeti cikk szerkesztőit annak laptörténete sorolja fel. Ez a jelzés csupán a megfogalmazás eredetét és a szerzői jogokat jelzi, nem szolgál a cikkben szereplő információk forrásmegjelöléseként.